# Vårslöjhätting
Vårslöjhätting (Pholiotina nemoralis) är en svampart som tillhör divisionen basidiesvampar, och som först beskrevs av Harmaja, och fick sitt nu gällande namn av Marcel Bon. Vårslöjhätting ingår i släktet Pholiotina, och familjen Bolbitiaceae. Arten är reproducerande i Sverige.